# 莫爾德亞哈河
莫爾德亞哈河（俄语：Морды-яха）是俄羅斯的河流，位於亞馬爾半島，由亞馬爾-涅涅茨自治區負責管轄，河道全長300公里，流域面積8,350平方公里，河水主要來自雨水和融雪，起源於亞馬爾半島中部，最終注入卡拉海。

## 外部連結
- . （原始内容存档于2009-04-15） （俄语）.
- 莫爾德亞哈河. 苏联大百科全书,  1969–1978 （俄文）
- .   [2014-11-19]. （原始内容存档于2019-09-03） （俄语）.